# Bogosia helva
Bogosia helva är en tvåvingeart som först beskrevs av Christian Rudolph Wilhelm Wiedemann 1818.  Bogosia helva ingår i släktet Bogosia och familjen parasitflugor. Inga underarter finns listade i Catalogue of Life.